# Naomi (figure biblique)
Pour les articles homonymes, voir Naomi.
Naomi (hébreu : נָעֳמִי, Noʻomi) ou Noémi est, dans la Bible (Livre de Ruth de l'Ancien Testament), la belle-mère de Ruth.

## Généalogie
Naomi est une femme de la tribu de Benjamin. Mariée à Elimélek, elle est la belle-mère de Ruth, qui se remaria avec Boaz pour devenir l'arrière-arrière-grand-mère du roi David (Ruth 4.22).

## Fête
Elle est fêtée le 21 août ou 24 décembre. En hébreu, son nom signifie "douceur".